# 第四管区海上保安本部
座標: 北緯35度5分33.6秒 東経136度52分51.3秒 / 北緯35.092667度 東経136.880917度
第四管区海上保安本部（だいよんかんくかいじょうほあんほんぶ）は、主に東海〜中部地方の太平洋、ならびに岐阜県、愛知県、三重県を管轄範囲とする、海上保安庁の管区海上保安本部の一つである。
略称は四管（四管本部と称呼することもある）、英語表記は4th Regional Coast Guard Headquarters。本部は愛知県名古屋市港区入船にあり、下部組織として4つの海上保安部、2つの海上保安署・1つの分室、1つの海上保安航空基地、2つの海上交通センターを有する。

## 特徴
伊勢湾及び熊野灘を航行する船舶の安全航行のための監視活動、伊勢湾内のコンビナート群や中部国際空港の警備業務や災害防除、名古屋港における麻薬や拳銃などの密輸阻止に力を入れている。
また、名古屋海上保安部に配備されているPLH型巡視船「みずほ」は、東南アジア諸国で頻発する海賊事案や東ティモール等の政変に際して海外派遣される機会が多い。

## 四管関連年表
- 1948年5月1日：海上保安庁発足とともに名古屋海上保安本部として設置。管轄地域は静岡県西部・愛知県・三重県・岐阜県・山梨県および周辺海域。
- 1950年6月1日：第四管区海上保安本部に改編。清水海上保安部を第三管区へ転出、愛知県・三重県・岐阜県および周辺海域が管轄地域となる。
- 1966年10月1日：伊勢航空基地開設。
- 2008年10月1日：中部国際空港海上保安航空基地を設置（常滑海上保安署と統合）及び伊勢航空基地の廃止。

## 組織
- 第四管区海上保安本部（愛知県名古屋市港区入船2-3-12 名古屋港湾合同庁舎別館 ）
  - 名古屋海上保安部（愛知県名古屋市港区入船2-3-12 名古屋港湾合同庁舎別館）
    - 衣浦海上保安署（愛知県半田市11号地2）
    - 三河海上保安署（愛知県豊橋市神野ふ頭町3-11）

  - 四日市海上保安部（三重県四日市市千歳町5-1）
  - 尾鷲海上保安部（三重県尾鷲市南陽町6-34）
  - 鳥羽海上保安部（三重県鳥羽市鳥羽1-2383-28）
    - 浜島分室（三重県志摩市浜島町浜島1161-6）

  - 中部空港海上保安航空基地（愛知県常滑市セントレア1-2）
  - 名古屋港海上交通センター（愛知県名古屋市港区金城ふ頭3-1）
  - 伊勢湾海上交通センター（愛知県田原市伊良湖町古山2814-38）

## 主な保有船艇・航空機

### 巡視船・巡視艇[2]
四管は、巡視船3隻・巡視艇16隻・監視取締艇4隻・測量船1隻・灯台見回り船1隻を保有している。

#### 第4管区海上保安本部 海洋情報部所属
- 測量船いせしお(HS-25)

#### 名古屋海上保安部所属
- 巡視船みずほ(PLH-41)
- 巡視艇あゆづき(PC-23)
- 巡視艇しゃちかぜ(CL-38)
- 巡視艇はるかぜ(CL-92)
- 巡視艇ひだかぜ(CL-140)
- 巡視艇みやかぜ(CL-174)
- 監視取締艇さあぺんす(SS-60)
- 灯台見回り船あやばね(LM-207)

#### 衣浦海上保安署所属
- 巡視艇きぬかぜ(CL-181)

#### 三河海上保安署所属
- 巡視艇ひめかぜ(CL-193)[4]

#### 四日市海上保安部所属
- 巡視艇あおたき(PC-58)
- 巡視艇さるびあ(CL-93)
- 巡視艇いせぎく(CL-160)
- 監視取締艇べてるぎうす(SS-79)[5]

#### 尾鷲海上保安部所属
- 巡視船すずか(PL-68)
- 巡視艇みえかぜ(CL-116)
- 監視取締艇りぶら(SS-21)[6]

#### 鳥羽海上保安部所属
- 巡視船いすず(PM-28)
- 巡視艇しののめ(PC-17)
- 巡視艇とばぎり(PC-36)
- 巡視艇しまなみ(PC-37)
- 監視取締艇あくえりあす(SS-39)[7]

#### 浜島分室所属
- 巡視艇いせかぜ(CL-203)

#### 中部空港海上保安基地所属
- 巡視艇いせゆき(PC-125)

### 航空機
四管は回転翼機4機を保有している。

#### 名古屋海上保安部（巡視船みずほ）
- 回転翼機
  - MH714 いせたか1号：ベル 412（みずほ搭載機）
  - MH756 いせたか2号：ベル 412EP（みずほ搭載機）

#### 中部空港海上保安航空基地
- 回転翼機
  - MH960 かみたか1号：アグスタウエストランド AW139
  - MH964 かみたか2号：アグスタウエストランド AW139